# Mate

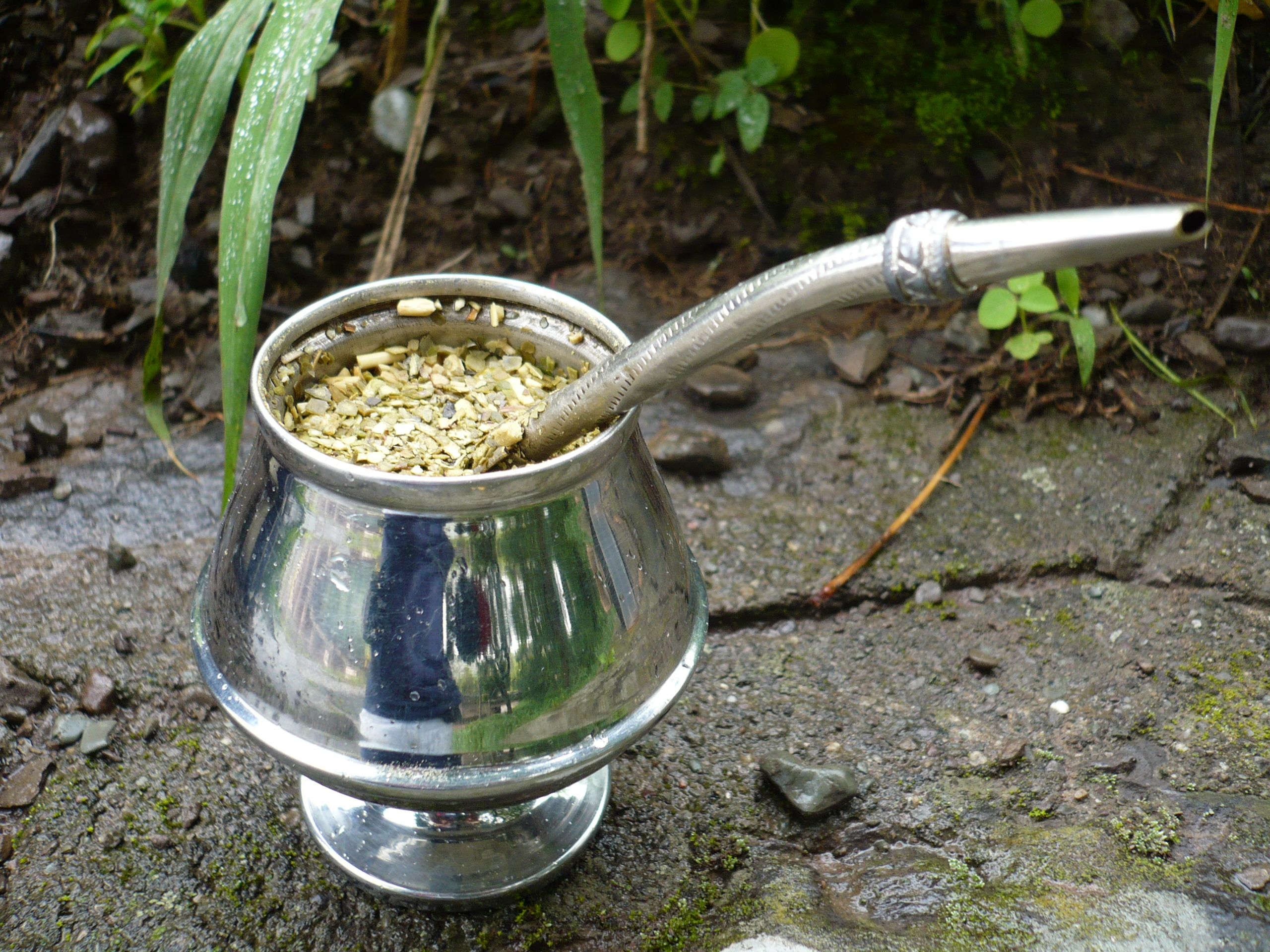
Mate z alpaki

Mate, matero, calabaza (hiszp. „dynia/tykwa”) – naczynie do picia yerba mate. Słowo „mate” pochodzi od słowa mati w języka keczua, oznaczającego naczynie lub pojemnik do picia; z czasem stało się nazwą naczyń do picia yerba mate. Naczynia wykonywane są z drewna (np. gwajakowca lekarskiego, bursera graveolens zwanego palo santo, a także z algarrobo, palo de rosa, lapacho, drewna cytrynowego), z owoców dzbaniwa kalebasowego (zwanych kalebasami lub tykwami), z metali (stal, srebro) i ceramiki. Naczynia z drewna i kalebasy zmieniają smak naparu. Nowe naczynia z kalebasy wymagają przejścia przez proces zwany curado (przygotowania porcji naparu w naczyniu i odstawienia na 24 godziny) w celu usunięcia resztek miąższu.